# Penge på snor
Penge på snor er en dansk oplysningsfilm fra 2012, der er instrueret af Malene Jensen og Lasse Frisesdahl Andersen.

## Handling
På Salomonøerne i Stillehavet har muslingeskaller en helt særlig betydning. Dog først når de er bearbejdet og blevet til skalpenge. Skalpenge bruges nemlig i brudeprisceremonier, hvor gommens familie betaler brudens familie for, at de har opdraget hende godt, og at hun nu bliver en del af deres familie og stamme. Bearbejdningen af skallerne er dog en lang proces. I filmen guider fortælleren, Rebecca Teobasi, seerne gennem de forskellige produktionsled ' fra skallerne ligger på havbunden, og til de er kommet på snore og er klar til at blive brugt i en brudeprisceremoni. Netop ved Langalanga Lagunen, hvor Rebeccas stamme bor, har man produceret skalpenge i mange generationer, og det forklares, hvor vigtig en kulturel arv dette er. Visse dele i samfundet kan ganske enkelt ikke fungere blot med den almene valuta, Salomondollarens, sedler og mønter. Filmen giver en alternativ vinkel til opfattelsen af rigdom og viser, hvordan skalpenge bruges som en kulturel valuta ved siden af og i samspil med den almene valuta. Så kom med til en brudeprisceremoni, og få samtidig indblik i skallernes lange rejse fra havbunden, over bearbejdelsen og til deres traditionelle anvendelse.